# Josh Hamilton (skådespelare)
Josh Hamilton, född 9 juni 1969 i New York, är en amerikansk skådespelare.

## Filmografi i urval
- 1993 – Alive
- 1994 – With Honors
- 1995 – Kicking and Screaming
- 1997 – The House of Yes
- 2002 – The Bourne Identity
- 2002 – On Line
- 2002 – Ice Age
- 2009 – Away We Go
- 2025 – Jay Kelly